# Batalla de Neopatria
La Batalla de Neopatria (en griego: Μάχη της Νέαι Πάτραι) se libró a principios de 1270 entre el ejército bizantino que estaba sitiando la ciudad de Neopatria (actual Ypati, Grecia) y las fuerzas de Juan I Ducas, el gobernante de Tesalia. Juan Ducas fue tomado por sorpresa en su capital por las tropas bizantinas, pero consiguió escapar al disfrazarse como un caballero, y se dirigió hacia el Ducado de Atenas. Ahí, se alió con Juan I de la Roche, y regresó con un ejército latino, atacando por sorpresa el campamento bizantino. A pesar de que su ejército era numéricamente inferior, Juan I Ducas obtuvo una aplastante victoria sobre el desorganizado ejército bizantino.

## Antecedentes
En 1259, el Imperio de Nicea, dirigido por Miguel VIII Paleólogo, había conseguido una gran victoria en la Batalla de Pelagonia contra una coalición de sus principales adversarios europeos, el Despotado de Epiro, el Reino de Sicilia y el Principado de Acaya. Esta victoria se había logrado en gran parte debido a la deserción de Juan Ducas, el hijo ilegítimo de Miguel II de Epiro. Esta victoria permitió que Miguel Paleólogo consolidara su territorio en Europa, además, el debilitamiento de Epiro y de los estados latinos permitió al Imperio realizar la reconquista de Constantinopla en 1261 y restablecer el Imperio bizantino, y teniendo a Miguel como emperador. Las fuerzas nicenas fallaron, sin embargo, en subyugar a Epiro: Juan Ducas volvió rápidamente a jurar lealtad a su padre, y la población local permaneció leal a Miguel II. Los nicenos fueron expulsados de la zona en 1259, y luego fueron derrotados y expulsados de Tesalia en 1260.
En 1266 o 1268, Miguel II de Epiro murió, y sus posesiones fueron divididas entre sus hijos: su hijo legítimo mayor, Nicéforo I, heredó lo que restaba de Epiro, mientras que Juan, que se había casado con la hija de un líder valaco tesalio («Gran Valaquia»), recibió Tesalia con su capital Neopatria. Ambos hermanos eran hostiles con el restaurado Imperio bizantino, que pretendía recuperar sus territorios, y mantuvieron estrechas relaciones con los estados latinos del sur de Grecia. Sin embargo, Miguel VIII trató de anexarlos a través de matrimonios dinásticos: Nicéforo se casó con su sobrina Ana Paleóloga Cantacucena, mientras que uno de sus sobrinos, Andrónico Tarcaniotes, se casó con la hija de Juan Ducas, que recibió el título de sebastocrátor. Miguel fracasó en su objetivo ya que ambos hermanos le siguieron siendo hostiles. Después de la unión profundamente impopular de las Iglesias en 1274, Nicéforo y Juan ofrecieron refugio para los disidentes y críticos de las políticas religiosas de Miguel.
A través de estas negociaciones con respecto al Acta de Unión y sumisión de la Iglesia ortodoxa griega a la Sede de Roma, Miguel evitó el peligro de un ataque latino concentrado en su Estado, y estaba libre para actuar contra sus enemigos. Inmediatamente, lanzó ofensivas contra las posesiones sicilianas en Albania, y contra Juan Ducas en Tesalia.

## La batalla
Para la campaña contra Tesalia (la fecha es incierta, pero recientes académicos lo colocan entre 1272/1273 o 1274/1275), Miguel reunió una enorme fuerza, en su gran mayoría mercenarios, que las fuentes contemporáneas colocaron, ciertamente exagerando, en 30 000 (Paquimeres habla de 40 000 hombres, incluyendo las fuerzas navales). Estos estuvieron bajo el mando de su propio hermano, el déspota Juan Paleólogo, y el general Alejo Cabalario. Esta fuerza fue enviada contra Tesalia, y estaba apoyada por la armada bizantina bajo el protostrator Alejo Ducas Filantropeno, que atacaría los principados latinos e impediría que ayudaran a Juan Ducas.
Ducas fue tomado completamente por sorpresa por el rápido avance de las fuerzas bizantinas, y se encerró con algunos de hombres en su capital, Neopatria, que los bizantinos procedieron a sitiar. Ducas, sin embargo, recurrió a una estratagema: escaló los muros de la fortaleza con una cuerda y, disfrazado como un caballero, consiguió atravesar el cerco bizantino. Después de tres días, llegó a Tebas, donde pidió la ayuda de Juan I de la Roche, el duque de Atenas.
Los dos gobernantes firmaron un tratado de alianza, por lo cual el hermano de Juan de la Roche y heredero, Guillermo I, se casaría con la hija de Juan Ducas, Helena y recibiría las fortalezas de Gravia, Siderocastro, Gardiki y Zituni como dote. A su vez, de la Roche dio a Ducas 300 o 500 caballeros (dependiendo de la fuente) con los que regresó rápidamente a Neopatria. Las fuerzas bizantinas se habían debilitado considerablemente, con varios destacamentos enviados a capturar otros fuertes o saquear la región y, además, y eran además difíciles de controlar y no muy cohesionadas, dados los muchos grupos étnicos que servían en la misma. Según el historiador veneciano Marino Sanudo, cuando Juan Ducas y Juan de la Roche subieron una colina y avistaron el enorme campamento bizantino, de la Roche profirió, en griego, una frase de Heródoto: «hay muchas personas aquí, pero pocos hombres». De hecho, las tropas bizantinas entraron en pánico bajo el rápido ataque del pequeño pero disciplinado ejército latino, y se desmembraron completamente cuando un contingente cumano cambió abruptamente de bando. A pesar de los intentos de Juan Paleólogo para reorganizar sus fuerzas, estas huyeron y se dispersaron.

## Consecuencias
Con la noticia de este éxito, los latinos se animaron y reunieron una armada para atacar a la armada bizantina, que estaba anclada en Demetrias (cerca de la moderna Volos). Inicialmente, los latinos hicieron buenos progresos, causando muchas bajas en la tripulación bizantina. Sin embargo, justo cuando la victoria parecía inminente, Juan Paleólogo llegó con refuerzos y cambió el rumbo de la batalla. A pesar de esta victoria, sin embargo, el déspota desprestigiado por el desastre de Neopatria: renunció a su cargo y murió después ese mismo año.